# Blackout medialny

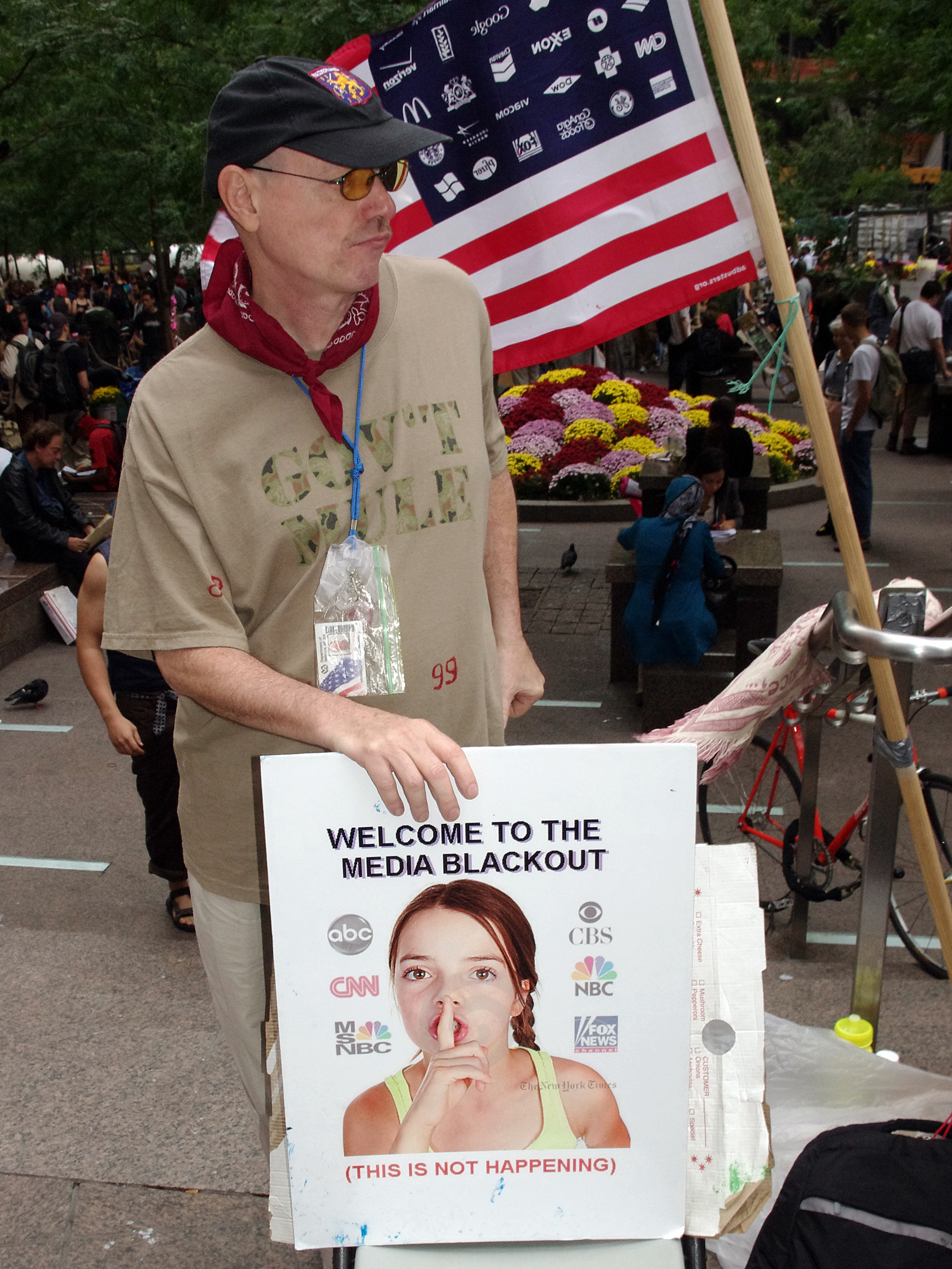
Uczestnik demonstracji „Okupuj Wall Street”, której uczestnicy sprzeciwiali się m.in. braku informowania o wszystkim opinii publicznej.

Blackout medialny – pojęcie odnoszące się do cenzury wiadomości oraz innego rodzaju treści w mediach, które dotyczą konkretnego tematu i są blokowane z dowolnych powodów. Można podzielić go na dwie kategorie, różniące się genezą: samoistny oraz wymuszony przez władze. Uznaje się go za wyraz ograniczenia wolności słowa oraz coś, co godzi w prawa każdego człowieka – dotyczy on również tradycyjnej prasy, jednak w takim przypadku nosi nazwę blackoutu prasowego.
Najczęściej do blackoutu medialnego dochodzi w sytuacjach wojny, kiedy staje się metodą na uniknięcie zaniepokojenia ludzi, albo w trakcie ważnych wydarzeń. Czasami zostaje nawet ogłoszona formalna cenzura. Służy ochronie morale obywateli, bądź konkretnych osób albo władzy, która chce usunąć nieprzyjazne jej media albo wiadomości.

## Przykłady

### Historyczne
Już w trakcie trwania II wojny światowej dochodziło do aktów blackoutu medialnego. Media w południowej Japonii miały zakaz informowania o ataku atomowym USA na Hiroszimę i Nagasaki, co pozwoliło uniknąć paniki wśród mieszkańców.
Z kolei w Stanach Zjednoczonych Ameryki Urząd Cenzury wysyłał pisma do gazet oraz stacji radiowych, aby nie informowały swoich odbiorców o zaobserwowaniu pojawienia się lub eksplozji balonów śmierci. Dzięki temu Japończycy nie mogli poznać z mediów dokładniejszych danych na temat skuteczności swojej broni. W sześć miesięcy od rozpoczęcia te ataki ustały. Blackout medialny został zawieszony przez amerykańskie władze w chwili zanotowania pierwszych ofiar tej broni, w celu ostrzeżenia obywateli o grożącym im niebezpieczeństwie.
Wielka Brytania w trakcie II wojny światowej uznała, że cywile nie muszą wiedzieć o katastrofie statku pasażerskiego RMS Lancastria, co miało utrzymać ich morale na wyższym poziomie. Kiedy jednak wiadomości na ten temat pojawiły się w zagranicznych mediach, cenzurę zniesiono.
W trakcie I wojny w Zatoce Perskiej nie pojawiały się jakiekolwiek niezależne korespondencje medialne z Iraku.

### Aktualne

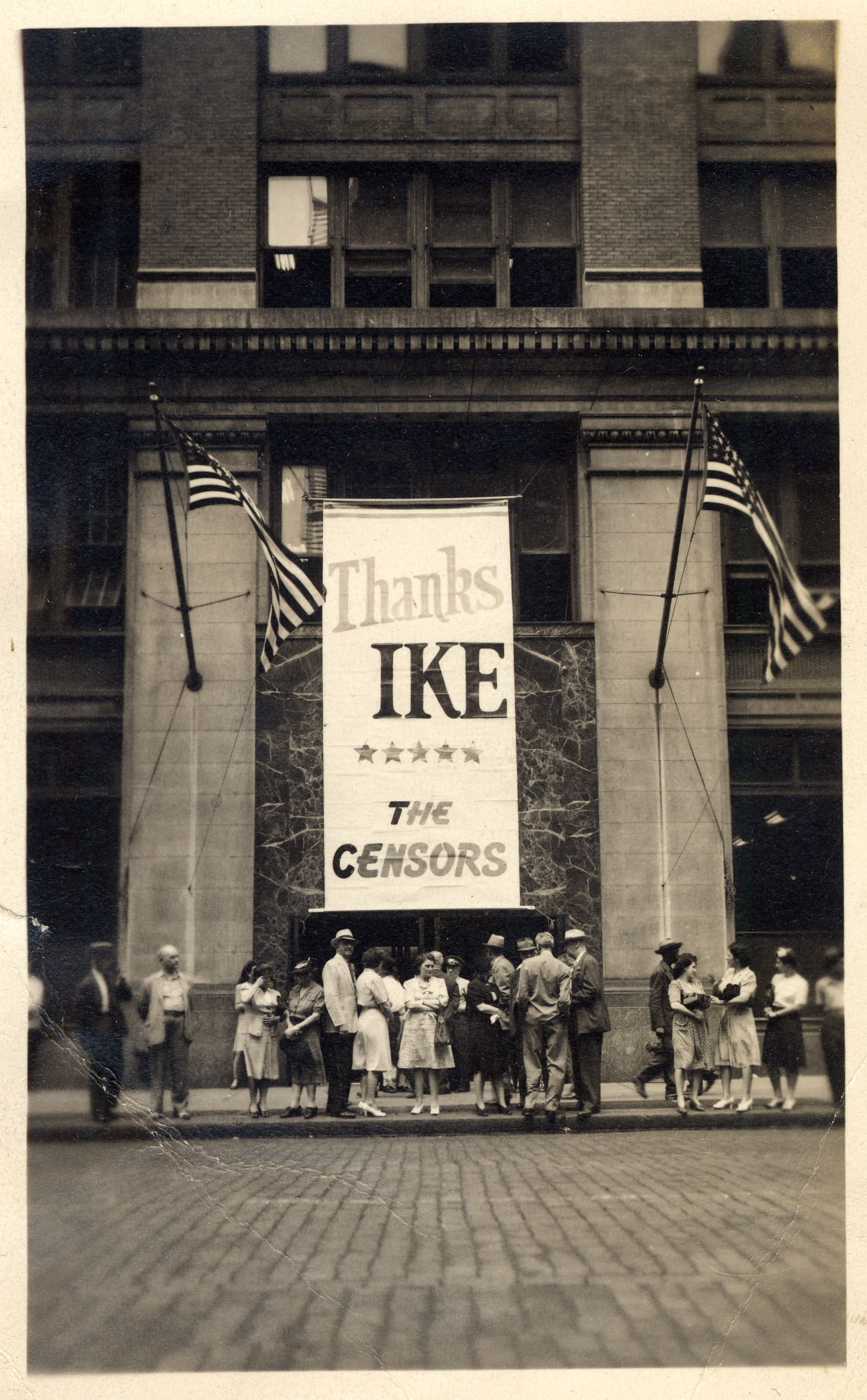
Urząd Cenzury USA wysyłał informacje do mediów, aby nie publikowały informacji o japońskich balonach śmierci.

Obecnie często dochodzi do blackoutu medialnego, niebędącego bezpośrednio spowodowanego przez oficjeli. Wielu krytyków przywołuje tu przykład braku wiadomości na temat masakry w Wichita, czyli serii rabunków, ataków, gwałtów i morderstw dokonanych w dniach 7-14 grudnia przez braci Carr. Podobno blackout był motywowany rasą napastników oraz ich ofiar. Wskazuje się tu także przykład ciszy medialnej o morderstwie Channon Christian i Christophera Newsom w Knoxville, w stanie Tennessee.
W Chinach można się spotkać z blackoutem medialnym. Tzw. internetowi policjanci, których jest łącznie ok. 300 tysięcy, pilnują, aby strony internetowe, ocenione wcześniej jako publikujące niepożądane treści lub niepoddające się kontroli, były blokowane. Wskutek tego w Państwie Środka nie są dostępne takie portale, jak Twitter, Youtube, Al Jazeera, Bloomberg czy wyszukiwarka Google. Z kolei teksty lub posty zawierające nieodpowiednią zawartość mogą być usunięte lub zablokowane. Według statystyk w 2011 roku usunięto około 13% wszystkich wpisów w chińskich mediach społecznościowych.
W Sudanie wprowadzono zakaz pisania informacji na temat sytuacji w Darfurze i innych regionach. Ograniczono nakłady prasy, aresztowano kilku dziennikarzy (jesienią 2014 roku co najmniej trzech), a rząd wprowadził prawo pozwalające stosować cenzurę prewencyjną. Oficjalnie jest to spowodowane wojną domową.
W Serbii na przestrzeni lat 2014 – 2018 doszło do zablokowania kilku znaczących mediów, takich jak Radio B92, RTV Studio, RTV Vojvodina czy Newsweek. W kraju zorganizowano liczne protesty przeciwko obecnemu prezydentowi, a wcześniejszemu premierowi, Aleksandarowi Vucicowi, który jest oskarżany o naruszanie wolności mediów. Serbski dziennikarz, Slobodan Georgiev, napisał list do prezydenta Europejskiej Federacji Dziennikarzy, Mogensa Blichera Bjerregarda. Zaznaczył w nim, że wiele gazet musi zostać zamkniętych z powodu braku funduszy na druk oraz dystrybucję, co spowodowały działania rządu.
Spekuluje się również, że w 2016 roku rząd Wielkiej Brytanii nałożył cenzurę na jakiekolwiek informacje związane z francuskim ruchem Nuit Debout z uwagi na wówczas przeprowadzane referendum w sprawie członkostwa państwa w Unii Europejskiej.
W 2017 roku doszło również do zablokowania wybranych kanałów informacyjnych na terenie Pakistanu przez PEMRA, urząd regulujący oraz wydający licencje dla wszystkich mediów. Po dwudziestu sześciu godzinach powróciły jednak do normalnego nadawania.
Niektórzy uważają, że do blackoutu medialnego doszło również przed wyborami prezydenckimi w Stanach Zjednoczonych, kiedy to o kandydowanie w imieniu Partii Demokratycznej walczyli Bernie Sanders oraz Donald Trump. Pierwszy z nich na antenie ABC otrzymał jedynie 20 sekund, natomiast drugi – 81 minut.
Prezydent USA Donald Trump zastosował taką cenzurę 24 stycznia 2017 roku. Zabronił Agencji Ochrony Środowiska informowania o nowych kontraktach oraz dotacjach, a wtedy właśnie zadecydował o rozbudowie kontrowersyjnych ropociągów Keystone XL oraz Dakota Access.

Blackout medialny niesie jednak ze sobą czasami również korzyści. Dopuszcza się go w sytuacjach, kiedy to milczenie na dany temat ma umożliwić ochronę czyjegoś życia. Stany Zjednoczone zdecydowały się na niego w 2005 roku w trakcie strajku komunikacji miejskiej w Nowym Jorku, ponieważ chciano zapewnić warunki do efektywnych negocjacji.

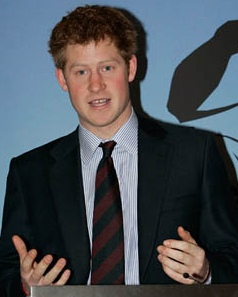
Władze Wielkiej Brytanii zastosowały blackout medialny, kiedy Książę Harry odbywał służbę w Afganistanie.

 Z kolei w Kanadzie w 2008 roku zdecydowano się na to, żeby zapewnić bezpieczny powrót do kraju kanadyjskiej dziennikarce Mellissie Fung, która została wcześniej uratowana z rąk afgańskich porywaczy. Również Wielka Brytania zastosowała blackout medialny w sprawie aktywnej służby księcia Harry’ego w Afganistanie. Cisza została jednak przerwana przez zagraniczne media, wskutek czego trzeci w kolejce kandydat do tronu Wielkiej Brytanii musiał wcześniej wracać z frontu.

### W sporcie
W przypadku piłki nożnej, blackout medialny jest nazywany silenzio stampa (dosłownie: milczenie prasy). Dotyczy to sytuacji, w których zawodnicy i trenerzy danego klubu lub państwa odmawiają udzielania wywiadu i jakichkolwiek innych form kontaktu z mediami. Najczęściej dzieje się tak w trakcie ważnych turniejów lub jest spowodowane brakiem obiektywności dziennikarzy na temat konkretnej drużyny. Pojęcie to narodziło się w Mistrzostwach Światach w Piłce Nożnej w 1982, kiedy włoski zespół uznał blackout medialny za sposób walki z plotkami i nieprawdziwymi wiadomościami na ich temat.